# Caletto II
Caletto II (né en 1978, mort en 1984) est un étalon bai foncé du stud-book Holsteiner. Ce fils de Cor de la Bryère est l'un des deux reproducteurs importants issus de cet étalon, avec son propre frère Caletto I, malgré seulement 4 saisons de reproduction. Sa mère Deka est l'une des poulinières les plus performantes de l'élevage du Holstein.

## Histoire
Il naît chez l'éleveur Klaus Martin Both, à Obendeich en Allemagne, le 28 avril 1978.
Caletto II est licencié à Neumünster en 1980 où il fait sensation, étant considéré comme le type parfait du cheval Holsteiner. Il réussit son test de performance d'étalon à Adelheidsdorf en 1981. Il y est sacré étalon champion de son année. Il est au haras de Woerden de 1981 à 1983, puis à Wellinghausen en 1983.
Après seulement quatre ans de reproduction, Caletto II meurt dans un tragique accident en septembre 1984 : lors d'une présentation, il se cabre se casse l'encolure en retombant.

## Description
Caletto II est un étalon inscrit au stud-book du Holsteiner, haut de 1,69 m.
Il est décrit comme un excellent sauteur.

## Origines
Ce fils de Cor de la Bryère est génétiquement à moitié un Selle français. Sa mère est la jument Deka, par l'étalon Holsteiner Consul, lui-même fils d'un Pur-sang très fameux à son époque, Cottage Son. Sa lignée maternelle est la Hol730b.

## Descendance
Malgré sa courte durée de vie, il a eu plusieurs descendants notables et son influence se retrouve à travers son fils Caretino et ses petits-fils Cassini I et Cassini II, présents dans la lignée de nombreux chevaux de sport. Il est également considéré comme le fils le plus important du Cor de la Bryère. Le Holsteiner Verband le décrit comme un étalon légendaire, qui incarnait l'objectif d'élevage de chevaux Holstein d'une manière presque idéale.

## Bibbliographie
- [Horse Magazine 2014] (en) « Caletto II », The Horse Magazine, octobre 2014 (consulté le 22 août 2021)